# Lewa Lobus
Lewa Lobus è una struttura geologica di (152830) I Selam di circa 290 m di diametro.
È per dimensioni il maggiore dei due lobi che costituiscono Selam.
Il suo nome, in linea con la convenzione adottata per le strutture geologiche di Selam, riprende la parola per l'aggettivo "bella" in lingua yoruba.